# 1476
Portal Geschichte | Portal Biografien | Aktuelle Ereignisse | Jahreskalender | Tagesartikel

◄ |
14. Jahrhundert |
15. Jahrhundert
| 16. Jahrhundert | ►

◄ |
1440er |
1450er |
1460er |
1470er
| 1480er | 1490er | 1500er | ►

◄◄ |
◄ |
1472 |
1473 |
1474 |
1475 |
1476
| 1477 | 1478 | 1479 | 1480 | ► | ►►
Staatsoberhäupter  · Nekrolog
| Januar | Januar | Januar | Januar | Januar | Januar | Januar | Januar |
| Kw     | Mo     | Di     | Mi     | Do     | Fr     | Sa     | So     |
| ------ | ------ | ------ | ------ | ------ | ------ | ------ | ------ |
| 1      | 1      | 2      | 3      | 4      | 5      | 6      | 7      |
| 2      | 8      | 9      | 10     | 11     | 12     | 13     | 14     |
| 3      | 15     | 16     | 17     | 18     | 19     | 20     | 21     |
| 4      | 22     | 23     | 24     | 25     | 26     | 27     | 28     |
| 5      | 29     | 30     | 31     |        |        |        |        |

| Februar | Februar | Februar | Februar | Februar | Februar | Februar | Februar |
| Kw      | Mo      | Di      | Mi      | Do      | Fr      | Sa      | So      |
| ------- | ------- | ------- | ------- | ------- | ------- | ------- | ------- |
| 5       |         |         |         | 1       | 2       | 3       | 4       |
| 6       | 5       | 6       | 7       | 8       | 9       | 10      | 11      |
| 7       | 12      | 13      | 14      | 15      | 16      | 17      | 18      |
| 8       | 19      | 20      | 21      | 22      | 23      | 24      | 25      |
| 9       | 26      | 27      | 28      | 29      |         |         |         |

| März | März | März | März | März | März | März | März |
| Kw   | Mo   | Di   | Mi   | Do   | Fr   | Sa   | So   |
| ---- | ---- | ---- | ---- | ---- | ---- | ---- | ---- |
| 9    |      |      |      |      | 1    | 2    | 3    |
| 10   | 4    | 5    | 6    | 7    | 8    | 9    | 10   |
| 11   | 11   | 12   | 13   | 14   | 15   | 16   | 17   |
| 12   | 18   | 19   | 20   | 21   | 22   | 23   | 24   |
| 13   | 25   | 26   | 27   | 28   | 29   | 30   | 31   |

| April | April | April | April | April | April | April | April |
| Kw    | Mo    | Di    | Mi    | Do    | Fr    | Sa    | So    |
| ----- | ----- | ----- | ----- | ----- | ----- | ----- | ----- |
| 14    | 1     | 2     | 3     | 4     | 5     | 6     | 7     |
| 15    | 8     | 9     | 10    | 11    | 12    | 13    | 14    |
| 16    | 15    | 16    | 17    | 18    | 19    | 20    | 21    |
| 17    | 22    | 23    | 24    | 25    | 26    | 27    | 28    |
| 18    | 29    | 30    |       |       |       |       |       |

| Mai | Mai | Mai | Mai | Mai | Mai | Mai | Mai |
| Kw  | Mo  | Di  | Mi  | Do  | Fr  | Sa  | So  |
| --- | --- | --- | --- | --- | --- | --- | --- |
| 18  |     |     | 1   | 2   | 3   | 4   | 5   |
| 19  | 6   | 7   | 8   | 9   | 10  | 11  | 12  |
| 20  | 13  | 14  | 15  | 16  | 17  | 18  | 19  |
| 21  | 20  | 21  | 22  | 23  | 24  | 25  | 26  |
| 22  | 27  | 28  | 29  | 30  | 31  |     |     |

| Juni | Juni | Juni | Juni | Juni | Juni | Juni | Juni |
| Kw   | Mo   | Di   | Mi   | Do   | Fr   | Sa   | So   |
| ---- | ---- | ---- | ---- | ---- | ---- | ---- | ---- |
| 22   |      |      |      |      |      | 1    | 2    |
| 23   | 3    | 4    | 5    | 6    | 7    | 8    | 9    |
| 24   | 10   | 11   | 12   | 13   | 14   | 15   | 16   |
| 25   | 17   | 18   | 19   | 20   | 21   | 22   | 23   |
| 26   | 24   | 25   | 26   | 27   | 28   | 29   | 30   |

| Juli | Juli | Juli | Juli | Juli | Juli | Juli | Juli |
| Kw   | Mo   | Di   | Mi   | Do   | Fr   | Sa   | So   |
| ---- | ---- | ---- | ---- | ---- | ---- | ---- | ---- |
| 27   | 1    | 2    | 3    | 4    | 5    | 6    | 7    |
| 28   | 8    | 9    | 10   | 11   | 12   | 13   | 14   |
| 29   | 15   | 16   | 17   | 18   | 19   | 20   | 21   |
| 30   | 22   | 23   | 24   | 25   | 26   | 27   | 28   |
| 31   | 29   | 30   | 31   |      |      |      |      |

| August | August | August | August | August | August | August | August |
| Kw     | Mo     | Di     | Mi     | Do     | Fr     | Sa     | So     |
| ------ | ------ | ------ | ------ | ------ | ------ | ------ | ------ |
| 31     |        |        |        | 1      | 2      | 3      | 4      |
| 32     | 5      | 6      | 7      | 8      | 9      | 10     | 11     |
| 33     | 12     | 13     | 14     | 15     | 16     | 17     | 18     |
| 34     | 19     | 20     | 21     | 22     | 23     | 24     | 25     |
| 35     | 26     | 27     | 28     | 29     | 30     | 31     |        |

| September | September | September | September | September | September | September | September |
| Kw        | Mo        | Di        | Mi        | Do        | Fr        | Sa        | So        |
| --------- | --------- | --------- | --------- | --------- | --------- | --------- | --------- |
| 35        |           |           |           |           |           |           | 1         |
| 36        | 2         | 3         | 4         | 5         | 6         | 7         | 8         |
| 37        | 9         | 10        | 11        | 12        | 13        | 14        | 15        |
| 38        | 16        | 17        | 18        | 19        | 20        | 21        | 22        |
| 39        | 23        | 24        | 25        | 26        | 27        | 28        | 29        |
| 40        | 30        |           |           |           |           |           |           |

| Oktober | Oktober | Oktober | Oktober | Oktober | Oktober | Oktober | Oktober |
| Kw      | Mo      | Di      | Mi      | Do      | Fr      | Sa      | So      |
| ------- | ------- | ------- | ------- | ------- | ------- | ------- | ------- |
| 40      |         | 1       | 2       | 3       | 4       | 5       | 6       |
| 41      | 7       | 8       | 9       | 10      | 11      | 12      | 13      |
| 42      | 14      | 15      | 16      | 17      | 18      | 19      | 20      |
| 43      | 21      | 22      | 23      | 24      | 25      | 26      | 27      |
| 44      | 28      | 29      | 30      | 31      |         |         |         |

| November | November | November | November | November | November | November | November |
| Kw       | Mo       | Di       | Mi       | Do       | Fr       | Sa       | So       |
| -------- | -------- | -------- | -------- | -------- | -------- | -------- | -------- |
| 44       |          |          |          |          | 1        | 2        | 3        |
| 45       | 4        | 5        | 6        | 7        | 8        | 9        | 10       |
| 46       | 11       | 12       | 13       | 14       | 15       | 16       | 17       |
| 47       | 18       | 19       | 20       | 21       | 22       | 23       | 24       |
| 48       | 25       | 26       | 27       | 28       | 29       | 30       |          |

| Dezember | Dezember | Dezember | Dezember | Dezember | Dezember | Dezember | Dezember |
| Kw       | Mo       | Di       | Mi       | Do       | Fr       | Sa       | So       |
| -------- | -------- | -------- | -------- | -------- | -------- | -------- | -------- |
| 48       |          |          |          |          |          |          | 1        |
| 49       | 2        | 3        | 4        | 5        | 6        | 7        | 8        |
| 50       | 9        | 10       | 11       | 12       | 13       | 14       | 15       |
| 51       | 16       | 17       | 18       | 19       | 20       | 21       | 22       |
| 52       | 23       | 24       | 25       | 26       | 27       | 28       | 29       |
| 1        | 30       | 31       |          |          |          |          |          |

| Januar | Januar | Januar | Januar | Januar | Januar | Januar | Januar |
| Kw     | Mo     | Di     | Mi     | Do     | Fr     | Sa     | So     |
| ------ | ------ | ------ | ------ | ------ | ------ | ------ | ------ |
| 1      | 1      | 2      | 3      | 4      | 5      | 6      | 7      |
| 2      | 8      | 9      | 10     | 11     | 12     | 13     | 14     |
| 3      | 15     | 16     | 17     | 18     | 19     | 20     | 21     |
| 4      | 22     | 23     | 24     | 25     | 26     | 27     | 28     |
| 5      | 29     | 30     | 31     |        |        |        |        |

| Februar | Februar | Februar | Februar | Februar | Februar | Februar | Februar |
| Kw      | Mo      | Di      | Mi      | Do      | Fr      | Sa      | So      |
| ------- | ------- | ------- | ------- | ------- | ------- | ------- | ------- |
| 5       |         |         |         | 1       | 2       | 3       | 4       |
| 6       | 5       | 6       | 7       | 8       | 9       | 10      | 11      |
| 7       | 12      | 13      | 14      | 15      | 16      | 17      | 18      |
| 8       | 19      | 20      | 21      | 22      | 23      | 24      | 25      |
| 9       | 26      | 27      | 28      | 29      |         |         |         |

| März | März | März | März | März | März | März | März |
| Kw   | Mo   | Di   | Mi   | Do   | Fr   | Sa   | So   |
| ---- | ---- | ---- | ---- | ---- | ---- | ---- | ---- |
| 9    |      |      |      |      | 1    | 2    | 3    |
| 10   | 4    | 5    | 6    | 7    | 8    | 9    | 10   |
| 11   | 11   | 12   | 13   | 14   | 15   | 16   | 17   |
| 12   | 18   | 19   | 20   | 21   | 22   | 23   | 24   |
| 13   | 25   | 26   | 27   | 28   | 29   | 30   | 31   |

| April | April | April | April | April | April | April | April |
| Kw    | Mo    | Di    | Mi    | Do    | Fr    | Sa    | So    |
| ----- | ----- | ----- | ----- | ----- | ----- | ----- | ----- |
| 14    | 1     | 2     | 3     | 4     | 5     | 6     | 7     |
| 15    | 8     | 9     | 10    | 11    | 12    | 13    | 14    |
| 16    | 15    | 16    | 17    | 18    | 19    | 20    | 21    |
| 17    | 22    | 23    | 24    | 25    | 26    | 27    | 28    |
| 18    | 29    | 30    |       |       |       |       |       |

| Mai | Mai | Mai | Mai | Mai | Mai | Mai | Mai |
| Kw  | Mo  | Di  | Mi  | Do  | Fr  | Sa  | So  |
| --- | --- | --- | --- | --- | --- | --- | --- |
| 18  |     |     | 1   | 2   | 3   | 4   | 5   |
| 19  | 6   | 7   | 8   | 9   | 10  | 11  | 12  |
| 20  | 13  | 14  | 15  | 16  | 17  | 18  | 19  |
| 21  | 20  | 21  | 22  | 23  | 24  | 25  | 26  |
| 22  | 27  | 28  | 29  | 30  | 31  |     |     |

| Juni | Juni | Juni | Juni | Juni | Juni | Juni | Juni |
| Kw   | Mo   | Di   | Mi   | Do   | Fr   | Sa   | So   |
| ---- | ---- | ---- | ---- | ---- | ---- | ---- | ---- |
| 22   |      |      |      |      |      | 1    | 2    |
| 23   | 3    | 4    | 5    | 6    | 7    | 8    | 9    |
| 24   | 10   | 11   | 12   | 13   | 14   | 15   | 16   |
| 25   | 17   | 18   | 19   | 20   | 21   | 22   | 23   |
| 26   | 24   | 25   | 26   | 27   | 28   | 29   | 30   |

| Juli | Juli | Juli | Juli | Juli | Juli | Juli | Juli |
| Kw   | Mo   | Di   | Mi   | Do   | Fr   | Sa   | So   |
| ---- | ---- | ---- | ---- | ---- | ---- | ---- | ---- |
| 27   | 1    | 2    | 3    | 4    | 5    | 6    | 7    |
| 28   | 8    | 9    | 10   | 11   | 12   | 13   | 14   |
| 29   | 15   | 16   | 17   | 18   | 19   | 20   | 21   |
| 30   | 22   | 23   | 24   | 25   | 26   | 27   | 28   |
| 31   | 29   | 30   | 31   |      |      |      |      |

| August | August | August | August | August | August | August | August |
| Kw     | Mo     | Di     | Mi     | Do     | Fr     | Sa     | So     |
| ------ | ------ | ------ | ------ | ------ | ------ | ------ | ------ |
| 31     |        |        |        | 1      | 2      | 3      | 4      |
| 32     | 5      | 6      | 7      | 8      | 9      | 10     | 11     |
| 33     | 12     | 13     | 14     | 15     | 16     | 17     | 18     |
| 34     | 19     | 20     | 21     | 22     | 23     | 24     | 25     |
| 35     | 26     | 27     | 28     | 29     | 30     | 31     |        |

| September | September | September | September | September | September | September | September |
| Kw        | Mo        | Di        | Mi        | Do        | Fr        | Sa        | So        |
| --------- | --------- | --------- | --------- | --------- | --------- | --------- | --------- |
| 35        |           |           |           |           |           |           | 1         |
| 36        | 2         | 3         | 4         | 5         | 6         | 7         | 8         |
| 37        | 9         | 10        | 11        | 12        | 13        | 14        | 15        |
| 38        | 16        | 17        | 18        | 19        | 20        | 21        | 22        |
| 39        | 23        | 24        | 25        | 26        | 27        | 28        | 29        |
| 40        | 30        |           |           |           |           |           |           |

| Oktober | Oktober | Oktober | Oktober | Oktober | Oktober | Oktober | Oktober |
| Kw      | Mo      | Di      | Mi      | Do      | Fr      | Sa      | So      |
| ------- | ------- | ------- | ------- | ------- | ------- | ------- | ------- |
| 40      |         | 1       | 2       | 3       | 4       | 5       | 6       |
| 41      | 7       | 8       | 9       | 10      | 11      | 12      | 13      |
| 42      | 14      | 15      | 16      | 17      | 18      | 19      | 20      |
| 43      | 21      | 22      | 23      | 24      | 25      | 26      | 27      |
| 44      | 28      | 29      | 30      | 31      |         |         |         |

| November | November | November | November | November | November | November | November |
| Kw       | Mo       | Di       | Mi       | Do       | Fr       | Sa       | So       |
| -------- | -------- | -------- | -------- | -------- | -------- | -------- | -------- |
| 44       |          |          |          |          | 1        | 2        | 3        |
| 45       | 4        | 5        | 6        | 7        | 8        | 9        | 10       |
| 46       | 11       | 12       | 13       | 14       | 15       | 16       | 17       |
| 47       | 18       | 19       | 20       | 21       | 22       | 23       | 24       |
| 48       | 25       | 26       | 27       | 28       | 29       | 30       |          |

| Dezember | Dezember | Dezember | Dezember | Dezember | Dezember | Dezember | Dezember |
| Kw       | Mo       | Di       | Mi       | Do       | Fr       | Sa       | So       |
| -------- | -------- | -------- | -------- | -------- | -------- | -------- | -------- |
| 48       |          |          |          |          |          |          | 1        |
| 49       | 2        | 3        | 4        | 5        | 6        | 7        | 8        |
| 50       | 9        | 10       | 11       | 12       | 13       | 14       | 15       |
| 51       | 16       | 17       | 18       | 19       | 20       | 21       | 22       |
| 52       | 23       | 24       | 25       | 26       | 27       | 28       | 29       |
| 1        | 30       | 31       |          |          |          |          |          |

## Ereignisse

### Politik und Weltgeschehen

#### Burgunderkriege
- 19. Februar: Herzog Karl der Kühne von Burgund beginnt während der Burgunderkriege mit der Belagerung des Schlosses Grandson am Neuenburgersee.

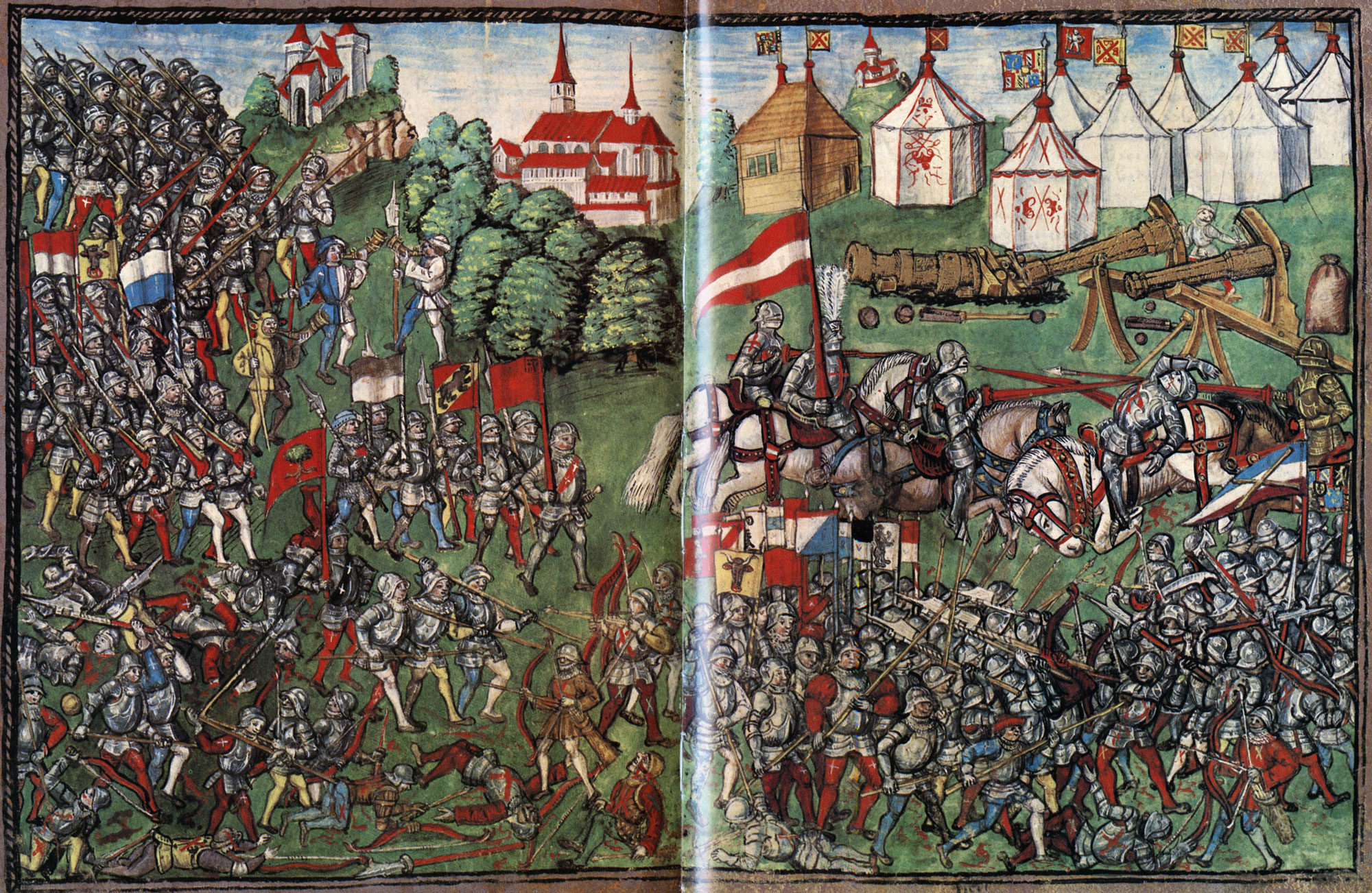
Schlacht bei Grandson in der Luzerner Chronik von Diebold Schilling d. J.

- 2. März: Die Schweizer Eidgenossen besiegen Karl den Kühnen unter geringen Verlusten auf beiden Seiten in der Schlacht bei Grandson. Die Eidgenossen können die Burgunder in panikartige Flucht versetzen und machen in deren zurückgelassenem Lager reiche Beute. Der militärische Sieg in der Schlacht wird von der Eidgenossenschaft jedoch politisch nicht ausgenützt, da die Verbündeten trotz des Drängens Berns nicht bereit sind, das burgundische Heer in die Waadt zu verfolgen. Auch auf weitere Eroberungen in der Westschweiz wird verzichtet. Nach wenigen Tagen ziehen die Kontingente der verschiedenen eidgenössischen Orte und ihrer Verbündeten mit ihrem Teil der Beute wieder nach Hause und ermöglichten es damit, dass Karl der Kühne in Lausanne innerhalb kürzester Zeit ein neues Heer aufstellen kann, um erneut gegen Bern zu ziehen.
- 22. Juni: Die Schweizer Eidgenossen besiegen Karl den Kühnen in der Schlacht bei Murten. Die Eidgenossen etablieren sich dank der Überlegenheit ihrer Fusstruppen als europäische Militärmacht und werden von nun an häufig in fremden Diensten als Söldner angeworben.

#### Der Pauker von Niklashausen

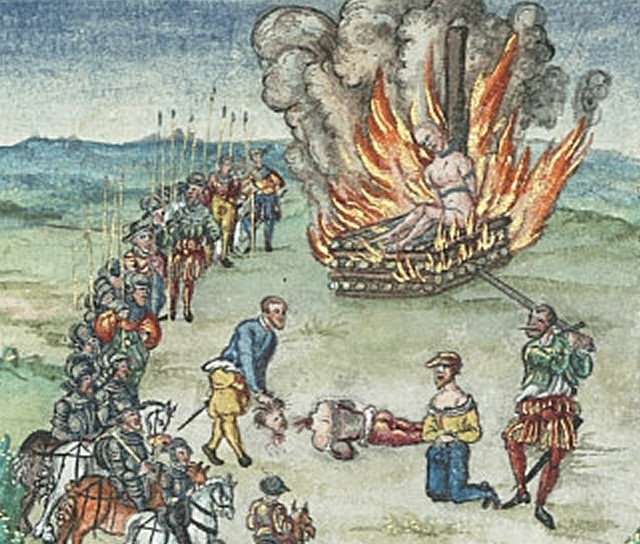
Hans Böhm auf dem Scheiterhaufen; Illustration aus der Echter-Chronik, 16. Jh.

- Frühjahr: Der Viehhirte Hans Böhm ruft die Menschen zur Wallfahrt nach Niklashausen auf. Er verspricht den Pilgern im Namen der Jungfrau Maria vollkommenen Ablass von ihren Sünden. Außerdem verkündet er die soziale Gleichheit der Menschen, Gemeineigentum und Gottes Strafgericht über die Eitelkeit und unersättliche Habgier der Fürsten und hohen Geistlichkeit. Seine Predigten treffen die Seelenlage des Volkes, so dass ihn begeisterte Zuhörer als Heiligen Jüngling und Propheten verehren. Im kurzen Zeitraum von drei Monaten gewinnt er angeblich mehr als 70.000 Anhänger. Die kirchliche und weltliche Obrigkeit verfolgt die daraus entstehende Massenbewegung mit großer Sorge. Auf Befehl des Würzburger Fürstbischofs Rudolf II. von Scherenberg wird Hans Böhm verhaftet, im Schnellverfahren als Ketzer zum Tode verurteilt und am 19. Juli in Würzburg auf dem Scheiterhaufen verbrannt. Wegen seiner Gefangennahme kommt es am 14. Juli unter der Landbevölkerung zu einem kurzzeitigen, spontanen Massenprotest unter der Führung des Adeligen Kunz von Thunfeld, der aber blutig niedergeschlagen wird.

#### Weitere Ereignisse im Reich
- 31. Oktober: 19 Hansestädte beschließen in Hildesheim die Tohopesate von 1476
- 8. Dezember: Kaiser Friedrich III. verbündet sich mit Wladyslaw Jagiello von Böhmen und erkennt ihn als böhmischen König an. Der Pakt ist gegen den Gegenkönig Matthias Corvinus und rebellierende österreichische Adlige gerichtet.
- 12. Dezember: Philipp folgt seinem verstorbenen Onkel und Adoptivvater Friedrich I. als Pfalzgraf und Kurfürst von der Pfalz.

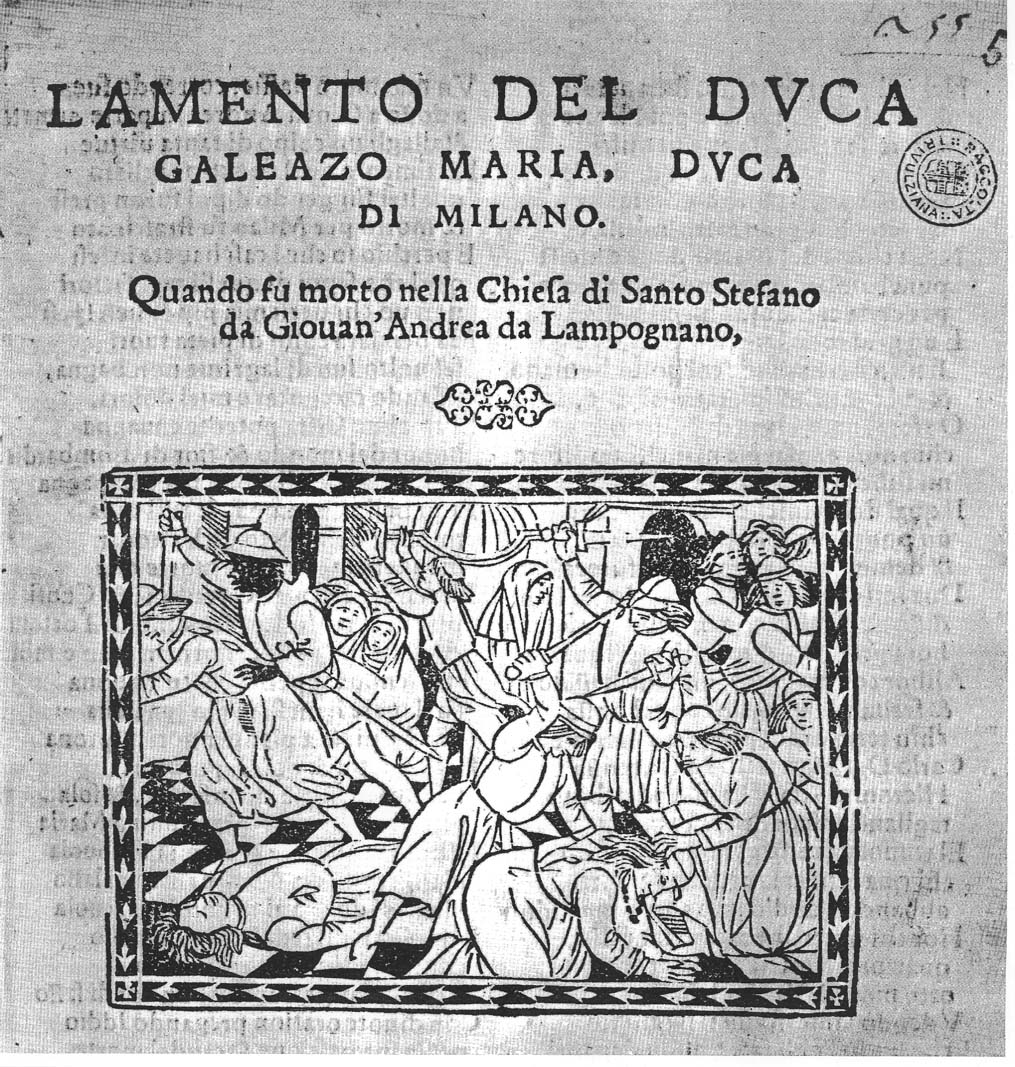
Die Ermordung von Galeazzo Maria Sforza

- 26. Dezember: Der Herzog von Mailand, Galeazzo Maria Sforza, wird in der Kathedrale von Mailand durch drei Adlige ermordet. Die Hintergründe des Mordes sind unklar, möglicherweise ist er von Galeazzos jüngerem Bruder Ludovico Sforza initiiert worden. Der siebenjährige Sohn des Ermordeten, Gian Galeazzo Sforza, wird neuer Herzog von Mailand unter der Regentschaft seiner Mutter Bona von Savoyen.

#### Republik Venedig

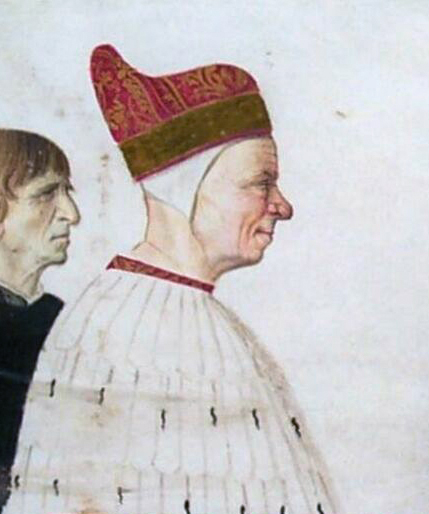
Andrea Vendramin

- 23. Februar: Der Doge von Venedig, Pietro Mocenigo, stirbt. Zu seinem Nachfolger wird am 6. März Andrea Vendramin gewählt, einer der reichsten Venezianer seiner Zeit.

#### Russland
- Iwan III., Herrscher des Großfürstentums Moskau, stellt die Tributzahlungen an die Goldene Horde ein. Dies führt zum Stehen an der Ugra im Jahr 1480.

### Wirtschaft
- Mit „Hans der preu“ wird erstmals ein Tölzer Brauer erwähnt.

### Wissenschaft und Technik
- 23. November: Papst Sixtus IV. billigt das Errichten einer Universität in Mainz.
- Der buddhistische Lama und Historiker Gö Lotsawa vollendet die Blauen Annalen, eines der bekanntesten und wichtigsten Werke der traditionellen tibetischen Geschichtsschreibung. Das Werk besteht aus 15 Kapiteln und 102 Abschnitten und stellt vor allem die Verbreitung des Buddhismus in Tibet vom 11. bis 15. Jahrhundert dar.

### Kultur
- Der Drucker Erhard Ratdolt druckt in Venedig das erste Buch mit einem Titelblatt.

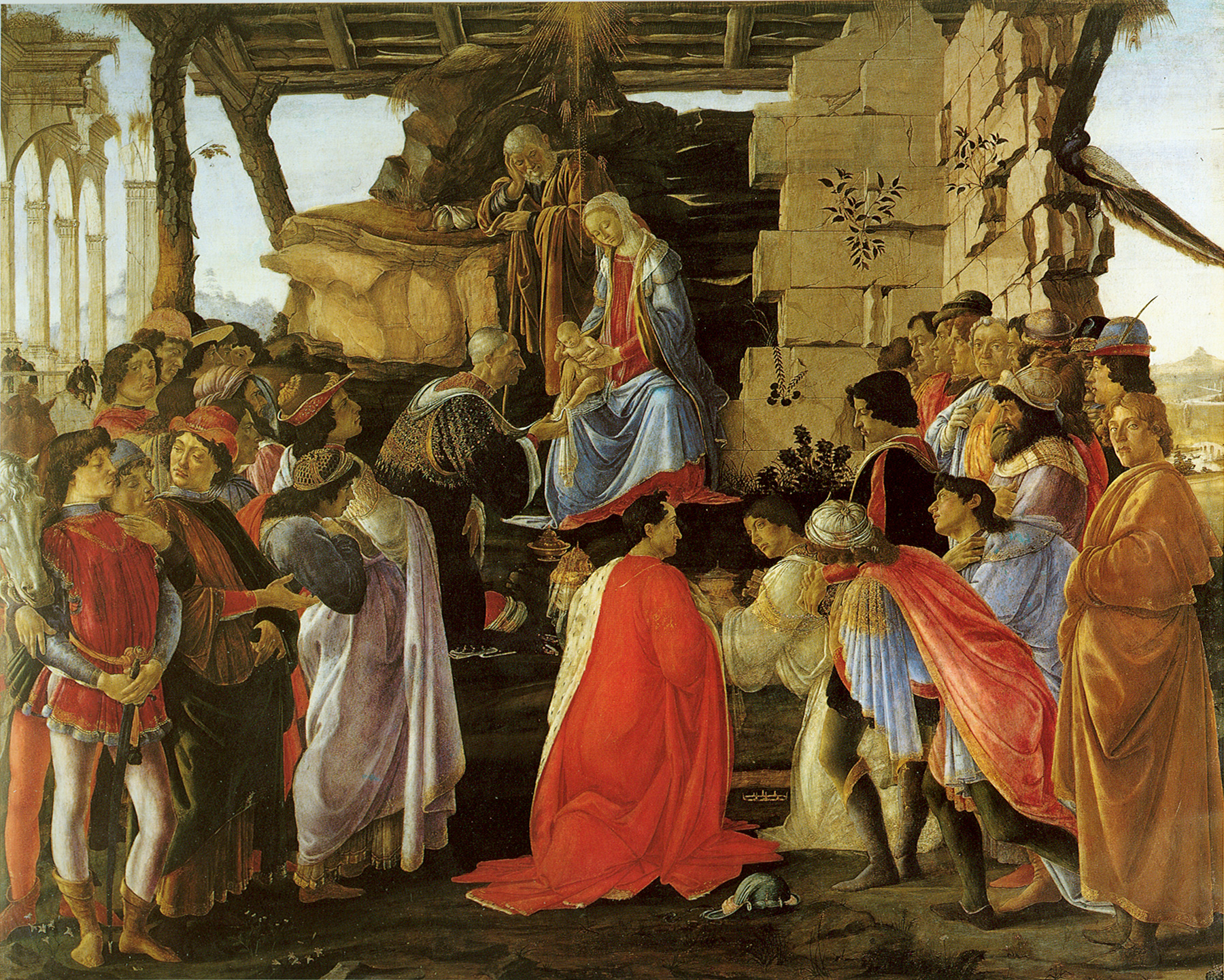
Die Anbetung der Heiligen drei Könige

- um 1476 malt Sandro Botticelli in Tempera auf Holz das Gemälde Anbetung der Heiligen drei Könige. Das Bild wurde von dem Florentiner Bankier Guaspare di Zanobi del Lama, einem Freund der Familie Medici, in Auftrag gegeben, der es als Altarbild für die Grabkapelle seiner eigenen Familie bestellt hat, der Cappella Lami in der Kirche Santa Maria Novella. Auf diesem auch Zanobi-Altar genannten Werk sind neben dem Auftraggeber u. a. mehrere Mitglieder der Familie Medici identifizierbar, sowie vermutlich der Künstler selbst.

### Gesellschaft
- 9. April: Leonardo da Vinci und drei weitere junge Männer werden in einer anonymen Anzeige der „Sodomie“ (Homosexualität) bezichtigt. Ihnen wird vorgeworfen, mit dem 17-jährigen Prostituierten Jacopo Saltarelli sexuellen Kontakt gepflegt zu haben. Nach zwei Monaten lässt der Florentiner Magistrat das Verfahren vorbehaltlich weiterer Untersuchungen, die nie erfolgen, ruhen.
- 19. April/1. August: Im Königreich Kastilien werden die lokalen Polizeitruppen der Hermandades zur zentralen Santa Hermandad zusammengefasst.

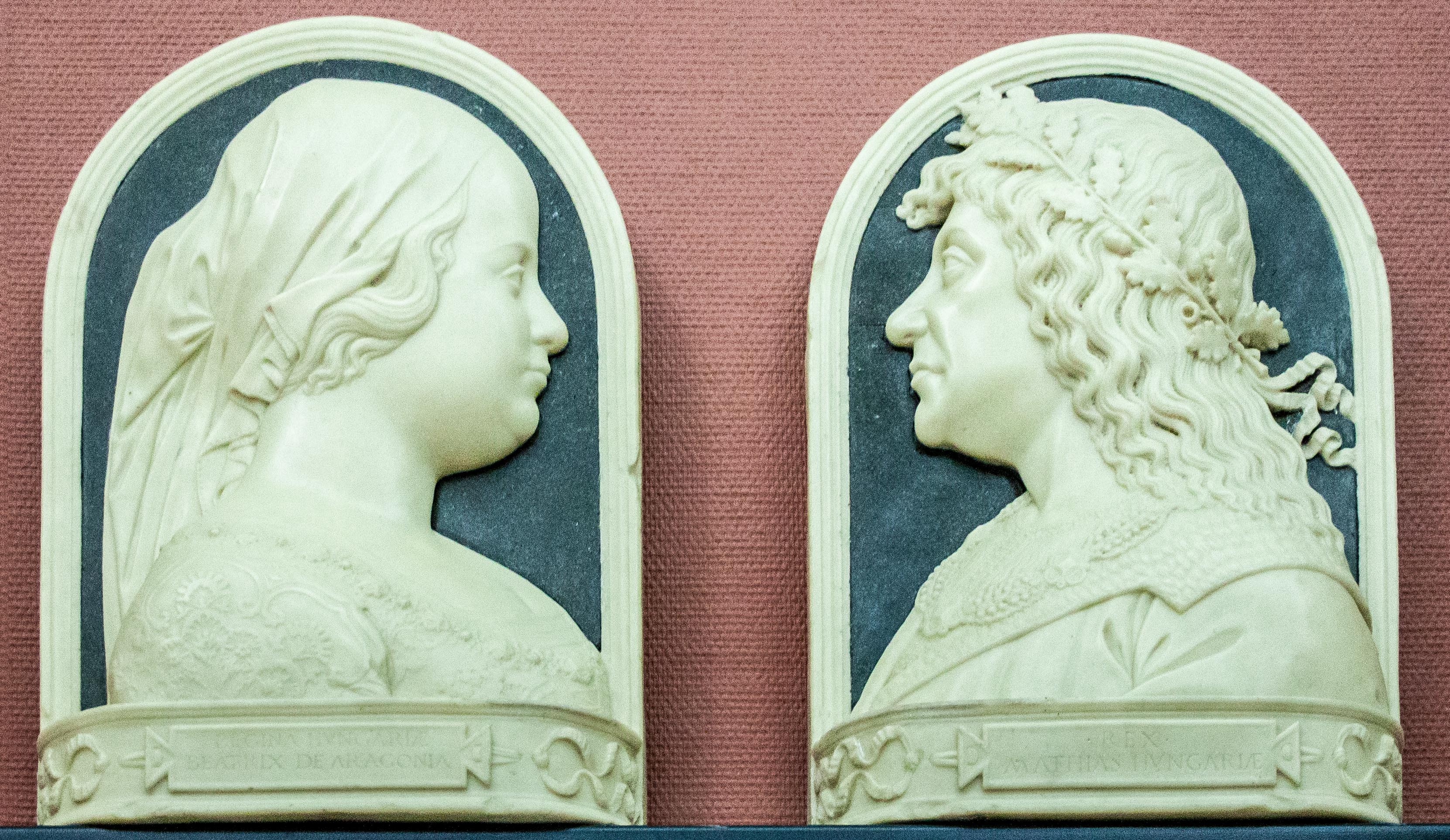
Beatrix und Matthias

- 22. Dezember: Matthias Corvinus, König von Ungarn und Kroatien und Gegenkönig in Böhmen, heiratet in zweiter Ehe die neapolitanische Prinzessin Beatrix von Aragón. Schon zehn Tage zuvor ist sie zur Königin von Ungarn gekrönt worden. Unter ihrem Einfluss steigt das Königreich Ungarn zu einem kulturellen Zentrum der Renaissance auf.

## Geboren

### Geburtsdatum gesichert
- 29. Januar: Giuliano Bugiardini, italienischer Maler († 1555)
- 12. März: Anna von Polen, Herzogin von Pommern († 1503)
- 19. Mai: Helena von Moskau, Großherzogin von Litauen und Titularkönigin von Polen († 1513)
- 21. Mai: Karl von Baden, Domherr in Straßburg und Trier († 1510)
- 28. Juni: Gian Pietro Carafa, als Paul IV. Papst († 1559)
- 21. Juli: Alfonso I. d’Este, Herzog von Ferrara, Modena und Reggio († 1534)
- 28. August: Kanō Motonobu, japanischer Maler († 1559)
- 11. September: Luise von Savoyen, Herzogin von Angoulême und Mutter des französischen Königs Franz I. († 1531)
- 26. Oktober: Yi Gi, koreanischer Politiker und Philosoph († 1552)
- 23. November: Yeonsangun, koreanischer König der Joseon-Dynastie († 1506)

### Genaues Geburtsdatum unbekannt
- Philipp I., Fürst von Grubenhagen († 1551)
- Josel von Rosheim (Joselmann Ben Gerschon Loans), Vertreter und Verteidiger der jüdischen Gemeinden in rechtlichen und religiösen Angelegenheiten im Heiligen Römischen Reich sowie in Polen († 1554)
- Ubaidullah, Statthalter von Buchara und Khan der Usbeken († 1539)

### Geboren um 1476
- Adrian Fortescue, englischer Ritter und Märtyrer († 1539)

## Gestorben

### Todesdatum gesichert
- 14. Januar: John Mowbray, 4. Duke of Norfolk, englischer Adeliger (* 1444)
- 000Januar: Anne, Herzogin von Exeter (* 1439)

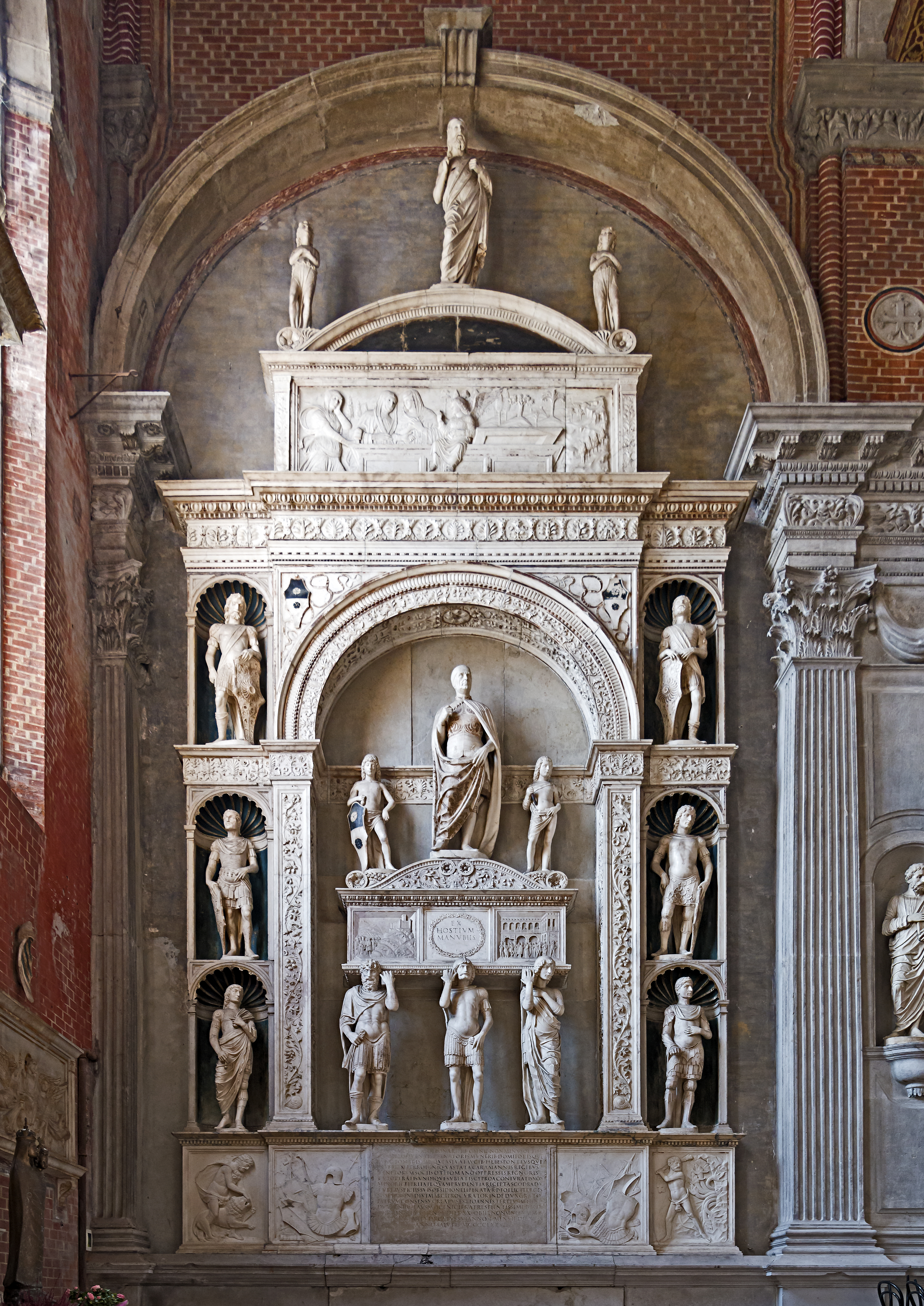
Grabmal Pietro Mocenigos in San Zanipolo in Venedig

- 10. Februar: Katharina von Kleve, Herzogin von Geldern (* 1417)
- 22. Februar: Heinrich XI., Herzog von Glogau (* 1429/35)
- 23. Februar: Pietro Mocenigo, 70. Doge von Venedig (* um 1405)
- 02. März: Louis de Chalon-Châtel-Guyon, burgundischer Militär (* 1448)
- 10. März: Simon de Lalaing, burgundischer Adliger (* um 1405)
- 12. April: Dietrich III. von Schönberg, Bischof von Meißen (* um 1400)

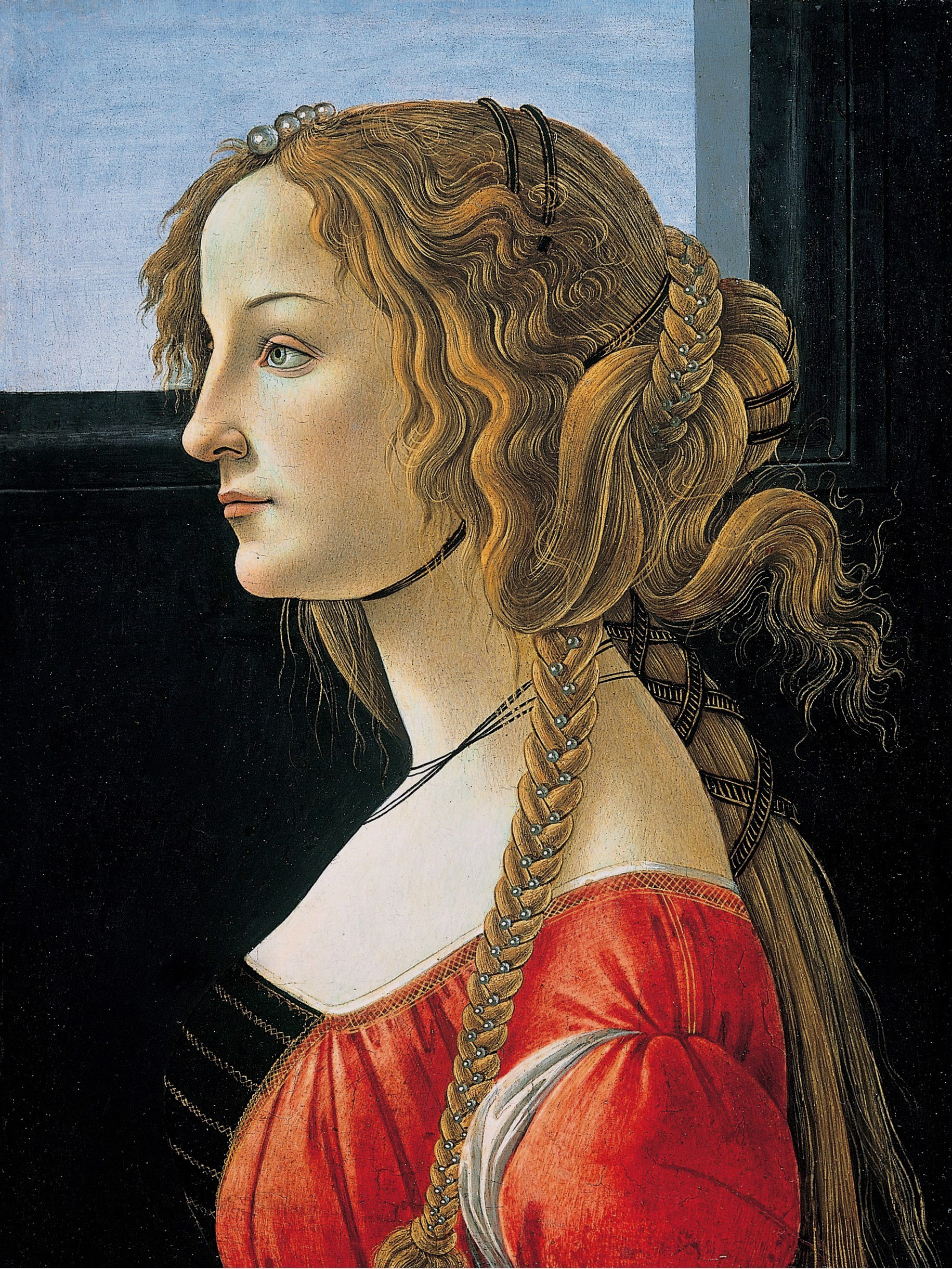
Porträt der Simonetta Vespucci (Sandro Botticelli)

- 26. April: Simonetta Vespucci, Künstlermuse und Geliebte von Giuliano di Piero de’ Medici, galt zu ihrer Zeit als schönste Frau von Florenz (* 1453)
- 20. Mai: Johann IV. Tulbeck, Fürstbischof von Freising
- 08. Juni: George Neville, Lordkanzler von England und Erzbischof von York (* um 1433)
- 08. Juni: Giovanni Battista Orsini, Großmeister des Johanniterordens auf Rhodos
- 22. Juni: Johann von Luxemburg, Graf von Marle und Soissons und burgundischer Truppenführer (* um 1436)
- 03. Juli: Nikolaus I., Herzog von Oppeln (* 1420)
- 06. Juli: Regiomontanus (Johannes Müller), deutscher Astronom und Mathematiker (* 1436)
- 19. Juli: Hans Böhm, der Pauker von Niklashausen, deutscher Prediger, wird als Ketzer auf dem Scheiterhaufen verbrannt (* 1458)
- 23. August: Katharina von Sachsen, Kurfürstin von Brandenburg (* 1421)
- 08. September: Johann II., Herzog von Alençon und Graf von Le Perche (* 1409)
- 01. Dezember: Agnes, Herzogin von Burgund (* 1407)
- 04. Dezember: Zdeněk Konopišťský ze Šternberka, böhmischer Adliger, Diplomat und Politiker (* 1410)
- 12. Dezember: Friedrich I., Kurfürst von der Pfalz (* 1425)
- 22. Dezember: Isabella Neville, englische Adelige, Herzogin von Clarence, älteste Tochter von Richard Neville (* 1451)
- 26. Dezember: Galeazzo Maria Sforza, Herzog von Mailand (* 1444)

### Gestorben um 1476
- Jahreswende 1476/1477: Vlad III. Drăculea, Woiwode des Fürstentums Walachei (* um 1431)